# Valloni di Spinazzola
Valloni di Spinazzola este o arie protejată (arie specială de conservare — SAC, sit de importanță comunitară — SCI) din Italia întinsă pe o suprafață de 2.729 ha, integral pe uscat.

## Localizare
Centrul sitului Valloni di Spinazzola este situat la coordonatele 40°58′52″N 16°03′06″E / 40.9811°N 16.0517°E.

## Înființare
Situl Valloni di Spinazzola a fost declarat sit de importanță comunitară în octombrie 2013 pentru a proteja 19 specii de animale. Situl a fost protejat și ca arie specială de conservare în martie 2018.

## Biodiversitate
Situată în ecoregiunea mediteraneană, aria protejată conține 1 habitat natural: Păduri panonice-balcanice de stejar turcesc - stejar sesil.
La baza desemnării sitului se află mai multe specii protejate:
- păsări (12): caprimulg (Caprimulgus europaeus), șerpar (Circaetus gallicus), porumbel gulerat (Columba palumbus), gaiță (Garrulus glandarius), gaia neagră (Milvus migrans), gaia roșie (Milvus milvus), viespar (Pernis apivorus), coțofană (Pica pica), turturică (Streptopelia turtur), mierlă (Turdus merula), sturz-cântător (Turdus philomelos), sturzul de vâsc (Turdus viscivorus)
- amfibieni (1): Salamandrina terdigitata
- mamifere (1): lupul (Canis lupus)
- nevertebrate (4): croitorul mare al stejarului (Cerambyx cerdo), Cordulegaster trinacriae, Euplagia quadripunctaria, Melanargia arge
- reptile (1): șarpele cu patru dungi (Elaphe quatuorlineata)

Pe lângă speciile protejate, pe teritoriul sitului au mai fost identificate 8 specii de păsări, 2 specii de amfibieni, 6 specii de mamifere, 4 specii de reptile.